# Polícia global
Policial global (ou polícia mundial) é um termo informal para uma superpotência que busca ou reivindica o direito de intervir em outros estados soberanos. Tem sido usado, primeiro para o Reino Unido e, desde 1945, para os Estados Unidos, embora tenha sido sugerido que a China tem procurado assumir o papel no século XXI.
Os dois termos hegemonia e policial global não são idênticos em significado. O primeiro termo define a capacidade de controle dominante em qualquer lugar da Terra, enquanto o último também pode incluir pequenas ou grandes áreas fora do controle, juntamente com monitoramento e tentativas de aplicação, mas não define qualquer nível de eficácia.

## No direito internacional
Mais informações: Soberania da Vestfália
Não existe nenhum reconhecimento formal desta posição. Teoricamente, no direito internacional, todas as nações são iguais; "par in parem non habet imperium" (entre iguais não há superior), a não autoridade entre iguais, é o princípio aplicado, embora, na realidade, alguns Estados sejam relativamente mais poderosos do que outros. Os Estados são "imortais" e não podem ser indiciados.

## Comparação com o policiamento estatal
Dentro dos estados, a lei restringe e limita o poder; entre os estados, o oposto é verdadeiro. Os Princípios peelianos de policiamento incluem: o dever de prevenir o crime, manter a paz e cumprir a lei, com o consentimento do público e com o mínimo uso de força e contenção; agir com imparcialidade; e não usurpar os poderes do judiciário. O último padrão requer uma presunção de inocência. Os candidatos para o recrutamento e promoção da polícia são nomeados com base no mérito, enquanto uma polícia global é um termo mais usado por ausência de outro que melhor possa definir o conceito.
Dentro dos estados, o monopólio da violência é a norma; a polícia pode portar armas, mas poucos o fazem Internacionalmente, um 'policial global' é apenas um estado fortemente armado entre dois centenas de outros. Conferir o papel de "policial global" a qualquer estado expansionista e egoísta implica um conflito de interesses. Os Estados fazem guerra com força máxima; envolver-se em vendas de armas; formam alianças e, portanto, carecem de imparcialidade.

## História
O Reino Unido fez esforços para acabar com o tráfico de escravos através do Esquadrão da África Ocidental. Em 1827, a Grã-Bretanha, juntamente com a França e a Rússia, interveio ao lado da independência grega, destruindo a frota turca na Batalha de Navarino . Em 1854, a Grã-Bretanha, juntamente com a França, impediu a Rússia de destruir o Império Otomano. A Rússia teve que se retirar da Moldávia e da Valáquia , e Sevastopol foi sitiada na guerra da Criméia.
De 1914 a 1945, nenhum estado foi hegemônico, com o poder da Grã-Bretanha diminuindo, mas ainda um papel mundial de liderança, e com potências em ascensão, como os Estados Unidos, o Império do Japão e, posteriormente, a Alemanha nazista e a União Soviética . Numa era de multipolaridade e responsabilidade difusa, surgiram ditadores fascistas e a Europa mergulhou em duas guerras mundiais. De acordo com Richard J Evans , "O desafio autoritário alemão à Grã-Bretanha democrática então é comparável ao desafio autoritário chinês à América democrática agora".
Entre os anos de 1945 e 1990, o comércio mundial foi dominado pela União Soviética e pelos Estados Unidos no que ficou conhecido como a Guerra Fria. A Doutrina Truman de 1947 prometia assistência aos aliados anticomunistas. "O direito de neutralidade foi abolido… foi uma era de política agressiva em tempo de paz que marcou o início do papel da América como policial global." Desde o fim da Guerra Fria "O inimigo é o terrorismo, não o comunismo". Mas depois de uma intervenção desastrosa na Somália em 1993, os EUA relutaram em se envolver em intervenções humanitárias na Bósnia e em Ruanda.
A Invasão do Iraque liderada pelos Estados Unidos , oficialmente uma missão de policiamento para encontrar Armas de Destruição em Massa , foi, segundo alguns, um disfarce ilegal para motivos ocultos e antiéticos: a necessidade de proteger as bases regionais dos Estados Unidos, suprimentos de petróleo e a lealdade dos principais aliados.
Desde então, surgiram sérias dúvidas sobre a validade da intervenção e desestabilização ultramarina dos EUA no Iraque, Líbia e Síria. À medida que o século 21 avança, a moralidade do próprio policiamento global é cada vez mais questionada, com a inevitável perda de autodeterminação pelas nações nas quais ocorre a intervenção. Além disso, com o advento de ameaças não estatais à segurança global, justificativas legais anteriores, como "leis de guerra" gerais, são de jurisdição questionável.

## Literatura
- Bokat-Lindell, Spencer. "Is the United States Done Being the World’s Cop? The New York Times July 20, 2021
- Knotter, Lucas. "Contemporary Humanitarian Intervention: Beyond Rules-Based International Order." Human Rights in War (2020) pp: 1-22.
- Seybolt, Taylor B. Humanitarian military intervention: the conditions for success and failure (SIPRI Publication, 2007). online
- Tomorrow, the World: The Birth of U.S. Global Supremacy (Harvard UP, 2020),focus on 1940-1945
- Wertheim, Stephen. "A solution from hell: the United States and the rise of humanitarian interventionism, 1991–2003" Journal of Genocide Research (2010) 12:3-4, 149-172, DOI: 10.1080/14623528.2010.522053